# サニャック効果

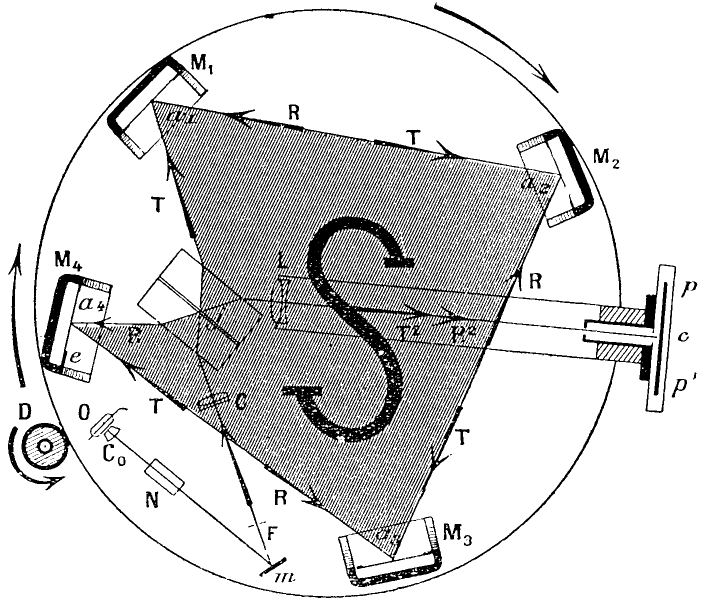
サニャック効果の模式図

サニャック干渉計または光ファイバジャイロスコープの模式図

回転体上で異なる方向へ光が進む事で光路差が生じる

サニャック効果（サニャックこうか、Sagnac effect 又は Harress-Sagnac effect）とは、回転する観測者から見た現象には、時間のずれが移動経路（および移動方向）に依存して生じるという効果を指す。回転する観測者から見た現象は回転座標系を用いて記述されるが、この座標系は非慣性系であり、一般相対論により取り扱われる。
狭義では角速度を検出するリングレーザージャイロスコープや光ファイバジャイロスコープ等において光伝播速度が伝播方向に依存する効果・現象を指す。
この効果は回転座標系から（特殊相対論で扱うことのできる）慣性系に変換して考えれば説明が容易である（したがって一般相対論を敢えて知る必要は無いとも言える）。

## 一般相対論に基づくサニャック効果の説明
サニャック効果は、回転座標系の下で、移動経路（および移動方向）に依存する形で生じる時間のずれを指すが、この時間のずれとは相対論的な固有時のずれ（時間の遅れ）を指す。非慣性系下の事象を記述する一般相対論に従えば、移動経路に依存する形で生じる時間のずれは当然の事象とされる（大域的同時性の不成立）。
一般に、非慣性系の下では上記のずれが生じ、時計の進みには単なる特殊相対論的なずれが生じるだけではなく、ある経路上に沿って時計を持って移動することを考えると、移動経路に依存するずれが生じる。実際に、非慣性系の下では、異なる2つの経路（例えばa→b→cとa→b'→c。bとb'とは異なる時空点であると仮定。）を移動させた後のそれぞれの時計を比較することによって、両者のずれの差を観測できる。光などの信号が経路を伝播する場合は伝播時間が「伝播経路長÷伝播速度＋移動経路に依存する伝播時間のずれ」（もしくは伝播速度自体のずれ）として観測される。自由伝播経路も直線とはならない。これらは光伝播の重力レンズ効果とも基本的に話は同様である。
特に回転座標系に特有な時間のずれとこれに起因する効果をサニャック効果と呼び、移動方向に対して時間のずれは非等方性を示す。
典型例としてリングレーザージャイロスコープでは、光などの信号伝播は、ある周回経路上を回転座標系回転軸に対して右回りと左回りに1周する2つの経路の信号伝播時間には差が生じる。すなわちこの周回経路を回転軸（角速度{\displaystyle \omega }）に垂直な平面に投影した閉曲線が囲む面積を{\displaystyle S}とすると、サニャック効果によって、{\displaystyle \pm \omega S}に比例する時間のずれがそれぞれに生ずる。サニャック効果はアルベルト・アインシュタインによって無視された。

### リングジャイロスコープ
実際に半径{\displaystyle \,R}の円周経路及び観測者が慣性系に対して角速度{\displaystyle \,\omega }で回転しているとし、光（もしくは速度{\displaystyle \,v}の物質波）がその経路を正もしくは負の方向に一周するのに要する時間は
{\displaystyle t_{\pm }={\frac {2\pi R}{v\mp R\omega }}\sim {\frac {2\pi R}{v}}\pm {\frac {2\omega S}{v^{2}}}}
となる。
これは慣性系（非回転座標系）へ移行して説明すれば当然と言える。すなわち回転座標系の相対論に基づく理解ではなく、慣性系へ移行して現象を理解してよい。本稿のリングレーザージャイロスコープの原理の説明も、この流儀に基づいて行う。

### 時間の遅れ
他の一例として、赤道に沿って時計を移動させ地球（自転角速度{\displaystyle \omega }）上を1周させることを考える。東向きと西向きの移動とで時計の進み方に差が生じ、一周後の時間の遅れはそれぞれ{\displaystyle \pm 2c^{-2}\omega S}となる。
これも慣性系（非回転座標系）に移行し、対地速度{\displaystyle \pm v}及び0で移動する時計が示す時間の遅れを求めれば当然の事象と言える。
また、赤道一周に沿って極めて多数個の時計をほとんど無限小間隔で並べ、一周の始点から終点へ向けて、順に隣接する時計の対を全て同期させていったとする。なおこの同期は回転座標系下を考慮した補正等を加えないと仮定する。そして始点上と終点上の時計を比較すると上記と同じ「ずれ」{\displaystyle \,2c^{-2}\omega S}が生じている。

### 人工衛星地上間信号伝播
他の一例として、赤道上空の静止衛星から直下方向の地表点へ電波信号を伝播させることを考える。その伝播時間は「二点間距離÷光速度＋サニャック効果によるずれ」として観測される（光速度= {\displaystyle c}）。この自由伝播経路も直線とはならない。
この伝播時間も、慣性系（非回転座標系）へ移行すれば単なる直線経路伝播に基づき計算は容易となる。
実際にGNSS（GPS）衛星から地上への信号伝播時間に対して回転座標系・非回転座標系の相違を無視した場合は、そのサニャック効果による誤差は100ns（換算すると30m）に達する。
また複数の人工衛星地上間信号伝播路を繋ぎ合わせた1つの閉曲線を考える。この信号伝播時間の総和には時間のずれとして東向きと西向きの1周にそれぞれ{\displaystyle \pm 2c^{-2}\omega S}の項が生じる。

### ボルン座標
角速度{\displaystyle \omega }で回転する系のボルン座標の線素（固有時は{\displaystyle \tau =s/c}）は円筒座標で下記のように表される。
{\displaystyle ds^{2}=(c^{2}-r^{2}\omega ^{2})dt^{2}-dr^{2}-r^{2}\,d\theta ^{2}-dz^{2}-2r^{2}\omega \,dt\,d\theta }
ここで時計を、{\displaystyle r}と{\displaystyle z}は一定で、{\displaystyle \theta =\pm {\frac {v}{r}}t}に従い移動させると、線素は下記のように表される。
{\displaystyle ds^{2}=(c^{2}-(r\omega \pm v)^{2})dt^{2}}
この時計の進み方は下記に比例する。
{\displaystyle {\sqrt {1-\left({\frac {r\omega \pm v}{c}}\right)^{2}}}}
これも慣性系（非回転座標系）へ移行して説明すれば当然の特殊相対論効果と言える。

## サニャック効果の発見の経緯
回転の角速度と位相差の関係を観察するための最初のリング干渉計の実験は、ハレス（Francis Harress又はFranz Harress）によって1911年に行われた。彼はその効果をエーテルによるものと説明したがこの説明は間違っていた。
その後フランス人の"Georges Sagnac"は1913年の彼自身による同じ実験に対して正しい説明を与えたため、彼にちなんで「サニャック効果」と名づけられた。これらの経緯のために、サニャック効果は「Harress-Sagnac効果」と、Harressの名前を冠して呼ばれることがある。

## リングレーザージャイロスコープの説明

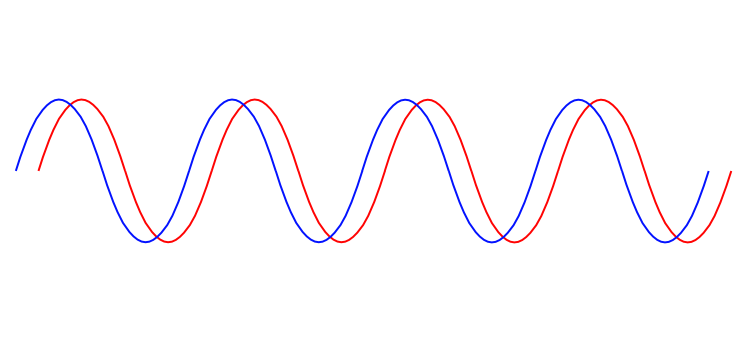
2つの光の伝播時間差の測定には光波同士の位相差を観測する。

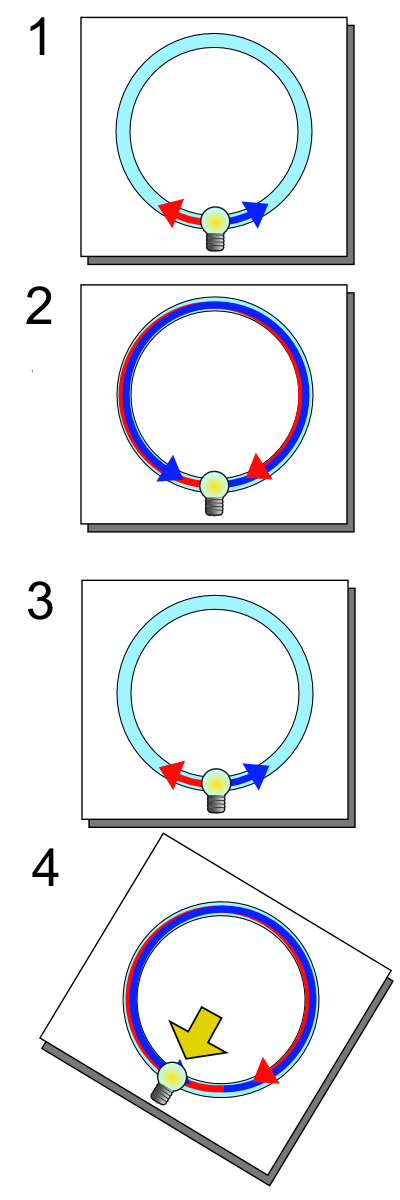
リングレーザージャイロスコープの原理。慣性系に対して装置を固定した場合：光ファイバーの中の1点から光が走り出し(1)、両方の光は同時に元の位置に戻る(2)。　装置が回転している場合：光ファイバーの中の1点から光が走り出し(3)、片側の光が先に元の位置に戻る（黄色の矢印）(4)。

リングレーザージャイロスコープや光ファイバジャイロスコープ（「光ジャイロ」）を理解するために、回転する円形光路を考える。
入射した光が出口に達するまでに出口の位置が変わり、光路の長さがあたかも変化したことになる。そのため定速度の光が出口から出てくる時間は光路の回転速度に依存する。
従って、装置が回転することによって、同一の周回状光路を逆方向に走った2つの光の到達時間に差が生じる。この差を測れば装置の回転速度が判る。実際の測定では、双方の光の位相差を検出し回転速度を測定している。